# BREATHLESS LOVE
『BREATHLESS LOVE』（ブレスレス・ラヴ）は、1988年5月11日に発売された浜田省吾の22枚目のシングル。最後のアナログシングル（12インチシングル）であり、初のCDシングルとしてリリースされた。

## 概要
1988年3月16日発売の12枚目のアルバム『FATHER'S SON』からのシングルカット。
「BREATHLESS LOVE」は、『FATHER'S SON』アルバム収録時のインタビューで浜田は「アメリカに行く直前できた曲なんだけど、実はこれができた時に『オレはまだまだ曲が書ける!』っていう確信を持ったんですよね。すごく気に入っている曲で今までで一番気に入っている。できた時は『オレってスゴイ!』ってひとりで盛り上がった」と語った。
「BLOOD LINE」は、冒頭にアルバム収録曲「THEME OF “FATHER'S SON”」の前奏をオーバーチュアとしてリミックスしたシングル・ヴァージョン。
2005年3月24日に、マキシシングルとして復刻された。

## 収録曲
- 全作詞・作曲：浜田省吾

1. BREATHLESS LOVE
編曲：梁邦彦
2. BLOOD LINE (Single Version)
編曲：町支寛二

## 参加ミュージシャン
| BREATHLESS LOVE - Written by 浜田省吾 - Arranged by 梁邦彦 - Chorus Arranged by 町支寛二 - Drums：高橋伸之 - Electric Bass：江澤宏明 - Electric Guitar：町支寛二 - Flat Mandolin & Acoustic Guitar：笛吹利明 - Flute：古村敏比古 - Accordion：風間文彦 - Percussion：ペッカー - Chorus：町支寛二 | BLOOD LINE (Single Version) - Written by 浜田省吾 - Arranged by 町支寛二 - Overture by 梁邦彦 - Chorus Arranged by 町支寛二 - Drums：高橋伸之 - Electric Bass：江澤宏明 - Electric Guitar：町支寛二 - Acoustic Piano：板倉雅一 - Synthesizer Programming：中山信彦 - Alto Tenor & Baritone Saxophones：古村敏比古 - Chorus：町支寛二 |